# Óðins nöfn
Óðins nöfn es un poema escáldico que se encontró como una sección llamada Viðbótarþulur de la obra Skáldskaparmál de Snorri Sturluson, un escrito de la Edda prosaica.
En la obra se detalla un listado de los nombres de Odín.